# Ершова, Варвара Сергеевна
Варвара Сергеевна Ершова (урождённая княжна Вяземская; 1815—1907) — русская благотворительница из рода Вяземских, хозяйка подмосковной усадьбы Воробьёво, кавалерственная дама ордена Святой Екатерины (15 мая 1893).

## Биография

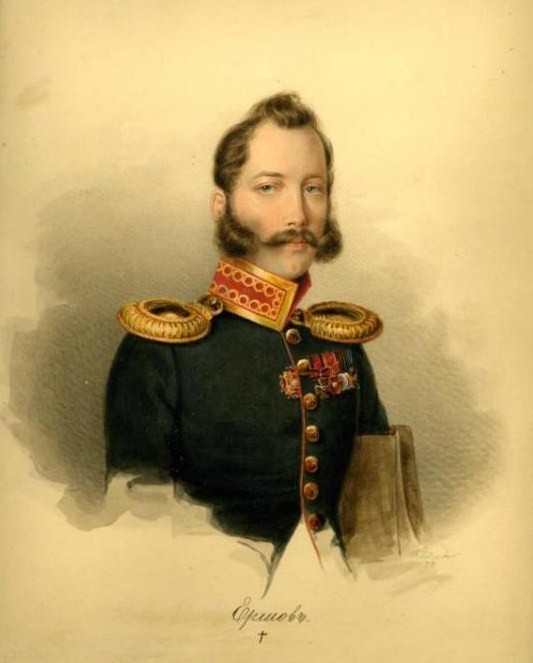
Иван Иванович Ершов на рисунке А. И. Клюндера

Княжна Варвара Сергеевна родилась 17 (29) сентября 1815 года в семье генерал-майора князя Сергея Сергеевича Вяземского (1777—1847) и Елизаветы Ростиславовны Татищевой (1788—1860). Сергей Сергеевич был сыном действительного тайного советника и сенатора Сергея Ивановича Вяземского, владевшего усадьбой Пущино-на-Наре, и Анны Федотовны Каменской, сестры фельдмаршала М. Каменского. «Он был живой и весёлый, из себя видный и красивый мужчина, разговорчивый и любезный и большой шутник, когда был помоложе, и не последней руки любезник». Елизавета Ростиславовна по линии отца, Ростислава Евграфовича, была правнучкой историка Василия Татищева. В семье родилось семеро детей, однако четверо (Михаил, Елизавета, Анимаиса, Надежда) скончались в детстве. У Варвары было два старших брата: Александр (1806—1867) и Николай (1815—1881). Свою единственную дочь Елизавета Ростиславовна «сама кормила, холила и растила.»
Около 1835 года Варвара Сергеевна была принята фрейлиной к императорскому двору за заслуги матери, которая «была начальницей Дома трудолюбия в Москве, который привела в хороший порядок, то своею службой выслужила дочери и фрейлинский вензель.»
25 апреля 1837 года в Москве в церкви Григория Богослова на Большой Дмитровке княжна Варвара Сергеевна вышла замуж за Ивана Ивановича Ершова (1806—1864), сына генерал-лейтенанта Ивана Захаровича Ершова и Евдокии Семёновны Жигулиной. В 1838 году Ершов подал прошение на годовой отпуск с выездом за границу для лечения, откуда супруги вернулись только осенью 1839 года, имея двух детей.
Вернувшись из-за границы, Ершовы поселились в Москве в доме Татищевых на Петровке, который им уступила Елизавета Ростиславовна. Зимой семья жила в городе, а на лето уезжала в своё подмосковное имение Воробьёво, входившее в число земель в Подольском уезде, полученных Варварой Сергеевной в приданое. В 1850-х годах Ершовы продали дом на Петровке купцу Катуару и почти постоянно жили в деревне, где с 1847 года Иван Иванович неоднократно избирался подольским уездным предводителем дворянства. Варвара Сергеевна посвящала себя детям, заботе об имении и благотворительности. Вместе с матерью она с юности состояла в нескольких попечительных комитетах. Варвара Сергеевна была членом Совета Московского благотворительного общества и попечительницей Симоновской школы этого общества. За свою деятельность она была награждена орденом Святой Екатерины малого креста (1893), а также медалью «В память царствования императора Александра III» и юбилейным знаком «В память исполнения 2 мая 1897 года 100 лет существования Ведомства учреждений Императрицы Марии». В 1876 году в усадьбе была открыта школа, содержавшаяся на деньги Ершовых. Учебный класс находился в одном из помещений имения, а попечительницей школы стала Вера Ивановна Ершова, продолжившая традиции матери и бабушки.

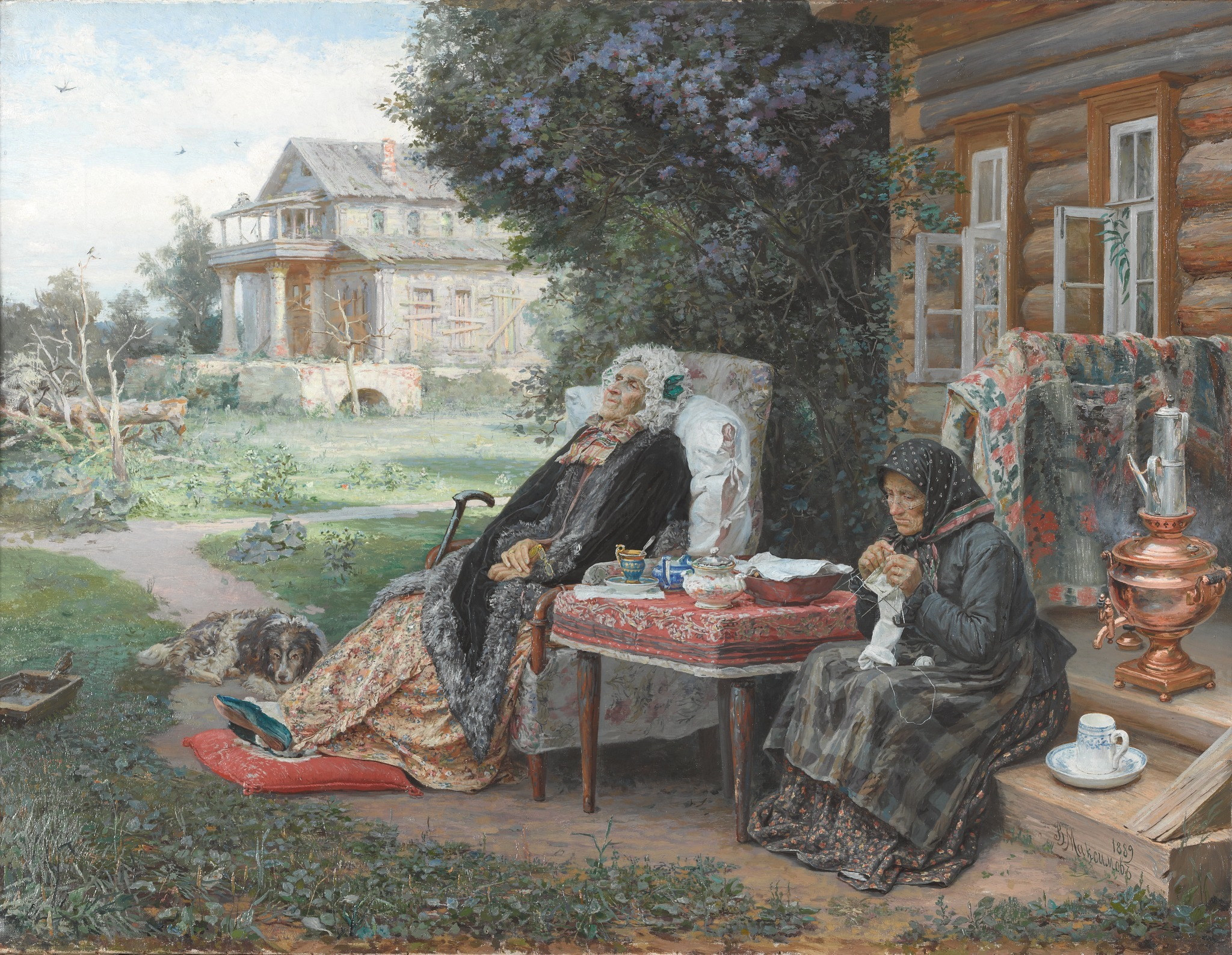
В. М. Максимов «Всё в прошлом»

Летом в Воробьево съезжались многочисленные родственники и друзья семьи. Граф С. Д. Шереметев, посетивший в июне 1886 года В. И. Ершова, вспоминал: «Проехали верст десять и показался Воробьевский дом, окруженный рощами на берегу реки Рожая. Дом на горе, каменный с двумя флигелями, соединенными крутой галереею, обделанной наглухо. В доме живут: мать Ершова, 70-ти летняя старуха, урожденная княгиня Вяземская с незамужней дочерью и со старшей замужней дочерью Хитровой, у которой сын студент Казанского университета и дочь невеста.» В 1885—1886 годах в соседнем имении Меньшово работал известный художник Василий Дмитриевич Поленов, который вскоре подружился с семьёй Ершовых. Он сам, члены его семьи и друзья неоднократно бывали в
Воробьево. Один из них писал: «…Максимов написал картину, называется: „Все в прошлом“. Старушка-помещица сидит и мечтает у крыльца балкона в старом кресле. (Немножко похожа на Варвару Сергеевну)».
Варвара Сергеевна пользовалась уважением среди своих родственников. С. А. Зернова вспоминала о дальней родственнице Ершовых Марии Ивановне Веригиной (матери С. К. Веригина), которая «на первый день Рождества и Пасхи делала всего два визита со своими детьми: к своей 80-летней тётке, председательнице благотворительного общества, фрейлине Варваре Сергеевне Ершовой и к моей матери»
Варвара Сергеевна Ершова скончалась в 1907 году.

## Дети
- Николай (23.01.1838[8]— ?), родился в Москве в доме бабушки княгини Вяземской.
- Михаил (06.06.1839[9] — ?), родился в Риме.
- Елизавета (1840 — 1885), была названа в честь своей бабушки. С 1857 года замужем за бароном Андреем Андреевичем де Боде (1820 – 1879), его вторая супруга. Её супруг приходился дальним родственником второй жене родного дяди - князя Александра Сергеевича Вяземского, так как та была урождённая баронесса Екатерина Львовна де Боде. В браке у Елизаветы Ивановны и Андрея Андреевича родились дети: Владимир (25.10.1857 – ?), Николай (28.11.1860 – 09.11.1924), Валериан (19.12.1861 – ?) и Александра (1862 – 1922), в замужестве Ржевская. Дочь барона Николая Андреевича де Боде - известная "Белая Валькирия" - баронесса София де Боде.
- Мария (1841—1909), крестница в. кн. Александра Николаевича, в 1863 году вышла замуж за казанского вице-губернатора Константина Никаноровича Хитрово (1828—1890), сына Никанора Никаноровича Хитрово и Екатерины Николаевны Лопухиной[K 2];
- Владимир (1844—1899), с 1877 года женат на Елене Михайловне Леонтьевой (1854—1923), дочери шталмейстера Михаила Ивановича Леонтьева и сестре М. М. Леонтьева;
- Ольга
- Вера (1849—1910), не замужем;
- Сергей (1856—14.03.1869), умер от тифозной горячки[10].

### Комментарии
1. ↑  Мария Ивановна была дочерью Ивана Фёдоровича Похвиснева и внучкой Фёдора Ивановича Похвиснева и Александры Ростиславовны Татищевой, сводной сестры княгини Елизаветы Ростиславовны Вяземской
2. ↑  Супруги владели квартирой на Арбате, которую снимал А. С. Пушкин.